# Игнацешти (Алба)
Игнацешти (рум. Ignățești) насеље је у Румунији у округу Алба у општини Рошија Монтана. Општина се налази на надморској висини од 739 m.

## Становништво
Према подацима из 2002. године у насељу је живело 98 становника, од којих су сви румунске националности.